# Kouka (Kouka)
Pour les articles homonymes, voir Kouka.
Cet article concerne le village chef-lieu. Pour le département et la commune rurale, voir Kouka (département).
Kouka est un village du département et la commune rurale de Kouka, dont il est le chef-lieu, situé dans la province des Banwa et la région de la Boucle du Mouhoun au Burkina Faso.

## Géographie

### Démographie
- En 2003, le village comptait 10 187 habitants estimés[2].
- En 2006, le village comptait 12 878 habitants recensés[1].

## Santé et éducation
Le village accueille un centre de santé et de promotion sociale (CSPS).